# Ernesto Federico I de Baden-Durlach
Ernesto Federico I de Baden-Durlach (Durlach, 17 de octubre de 1560 - Remchingen, 14 de abril de 1604) fue Margrave de Baden-Durlach.

## Biografía
Ernesto Federico era hijo del Margrave Carlos II de Baden-Durlach y de Ana de Veldenz. Obtuvo el título de Margrave a la muerte de su padre en 1577, cuando contaba con tan sólo 17 años. Debido a su juventud, tuvo como tutores a su madre, al Príncipe Luis VI del Palatinado y al Duque Luis I de Wurtemberg.
Puesto que Ernesto Federico y Jacobo, el segundo hijo de Carlos II, querían tener sus dominios propios y el testamento de su padre prohibía la partición del país, pero no había sido firmado ni sellado, los tutores accedieron a sus peticiones y Ernesto Federico recibió el Margraviato inferior con las ciudades de Durlach y Pforzheim. 
Sus hermanos Jacobo y Jorge Federico obtuvieron también sus partes de los dominios (siempre bajo la tutela de los príncipes mencionados), de manera que Baden quedó dividido en Baden-Durlach y Baden-Baden. Cuando murió su hermano Jacobo, dejó un hijo póstumo, Ernesto Jacobo, considerado margrave titular de Baden-Hachberg hasta que falleció en 1591, pasando entonces el margraviato de Baden-Hachberg a Ernesto Federico. 
Ernesto Federico se negó en 1584 a firmar la Fórmula de la Concordia (la confesión luterana) y en 1599 se convirtió a la confesión calvinista.
Ernesto Federico se casó el 21 de diciembre de 1585 con Ana de Frisia Oriental, hija del Conde Edgardo de Frisia Oriental, con quien no tuvo hijos.
En 1595 obtuvo también el Margraviato de Baden-Baden de Eduardo Fortunato.
Falleció en 1604 en Remchingen y fue sepultado en la tumba familiar en la Iglesia luterana de San Miguel, en el castillo de Pforzheim.
A su muerte, sus dominios pasaron a su hermano Jorge Federico I de Baden-Durlach, de manera que este reunió todo el margraviato de Baden-Durlach bajo su poder.
| Predecesor: Carlos II de Baden-Durlach       | Margrave de Baden-Durlach 1577 - 1604  | Sucesor: Jorge Federico I de Baden-Durlach |
| Predecesor: Ernesto Jacobo                   | Margrave de Baden-Hachberg 1591 - 1604 | Sucesor: Jorge Federico I de Baden-Durlach |
| Predecesor: Eduardo Fortunato de Baden-Baden | Margrave de Baden-Baden 1595 - 1604    | Sucesor: Jorge Federico I de Baden-Durlach |